# Tagomago
Tagomago è un'isola minore appartenente all'arcipelago baleare, in Spagna.

## Geografia
Essa è situata a est di Ibiza, precisamente di fronte al municipio di Santa Eulària des Riu.
Con ogni probabilità l'etimologia di Tagomago è rocca di Magò, in riferimento a Magone Barca, generale cartaginese fratello di Annibale. In epoca musulmana era nota col nome di Taj Umayu.
Tagomago ha dimensioni estremamente ridotte: 1.525 m da nord a sud, soltanto 113 da ovest a est. L'isola è rocciosa, con un porto a ovest e un faro sulla punta sud-orientale, costruito nel 1913, e punto di riferimento nelle rotte navali da Ibiza a Palma di Maiorca e Barcellona.
Si trova a 86,3 m sul livello del mare e il punto di altezza massimo è a 20,4 m.
L'isola è proprietà privata ed è dotata di un piccolo stabilimento turistico che ospita politici e persone famose.
A Tagomago fu girata una parte del video della Lambada dei Kaoma.